# Metaleptobasis lillianae
Metaleptobasis lillianae là một loài chuồn chuồn kim trong họ Coenagrionidae.
Loài này được xếp vào nhóm loài thiếu dữ liệu trong sách Đỏ của IUCN năm 2007.
Metaleptobasis lillianae được miêu tả khoa học năm 2004 bởi Daigle.